# Willem Vrolik
Willem Vrolik (ur. 29 kwietnia 1801 w Amsterdamie, zm. 22 grudnia 1863 tamże) – holenderski anatom i patolog. Związany przez całe życie z Amsterdamem, jego ojcem był anatom Gerardus Vrolik (1775–1859). Rozpoczął studia medyczne na Uniwersytecie w Utrechcie i ukończył je w 1823 roku w Paryżu. W 1829 został profesorem anatomii i fizjologii na Uniwersytecie w Groningen, a w 1831 profesorem anatomii, fizjologii i historii naturalnej w Athenaeum Illustre (Universiteit van Amsterdam), gdzie pozostał do końca kariery naukowej.
Vrolik dokonał wielu odkryć na polu anatomii i zoologii porównawczej, badał również wady wrodzone kości, opisując między innymi, jako pierwszy, osteogenesis imperfecta. Jest też znany za jego pionierskie prace nad teratologią kręgowców. Wraz z ojcem zgromadził kolekcję preparatów anatomicznych, patomorfologicznych i histopatologicznych liczącą ponad 2000 okazów, obecnie wystawianą jako "Museum Vrolikianum".
Willem Vrolik opublikował opisy cyklopii i innych zaburzeń rozwojowych, w tym traktat o zroślakach.
Był członkiem Królewskiej Holenderskiej Akademii Sztuk i Nauk.  W 1831 odznaczony został Orderem Wilhelma IV klasy.

## Prace
- De anatomia et physiologia organi auditus (1821)
- Spec. anat.-zoolog. de Phocis et speciatim de Phoca vitulina (1822)
- Diss. de mutato vasorum sanguiferorum decursu in scoliosi et kyphosi (1823)
- Disquisitio anat.-physiol. de peculiari arteriarum in nonnullis animalibus dispositione (1826)
- Considérationes sur la diversité des bassins de différentes races humaine (Amsterdam, 1826)
- Natuur- en ontleedkundige opmerkingen over den chameleon. Meyer., 1827
- De foetu humano animalium minus perfectorum formas referente (Groningen, 1828)
- De vinculo disciplinae physiologicae cum historia naturali (Amsterdam, 1831)
- Beschrijving der beenderen van het menschelijk ligchaam, naar aanleiding van Blumenbach (Amsterdam, J. Müller, 1834. 222 pp. 8vo)
- Quadrumana [w:] Robert Bentley Todd, et al: The cyclopaedia of anatomy and physiology (5 tomów. London, 1836-1859)
- Natuur en ontleedkundige beschouwing van den hyperoodon. Loosjes, 1848
- Het maaksel en leven der dieren (1853, 1860)
- Handbuch der ziektekundige ontleedkunde (2 części, Amsterdam, 1840-1842) (także pod tytułem De vrucht van den mensch e van den zoogdieren afgebeeld en beschreeven in hare regelmatige en onregelmatige ontwikkeling)
- Tabulae ad illustrandam embryogenesin hominis et mammalium (Amsterdam, 1849, Leipzig, 1854)
- Teratology [w:] Robert Bentley Todd, et al: The Cyclopaedia of Anatomy and Physiology (5 tomów. London, 1836-1859), 1847